# Feilkloben

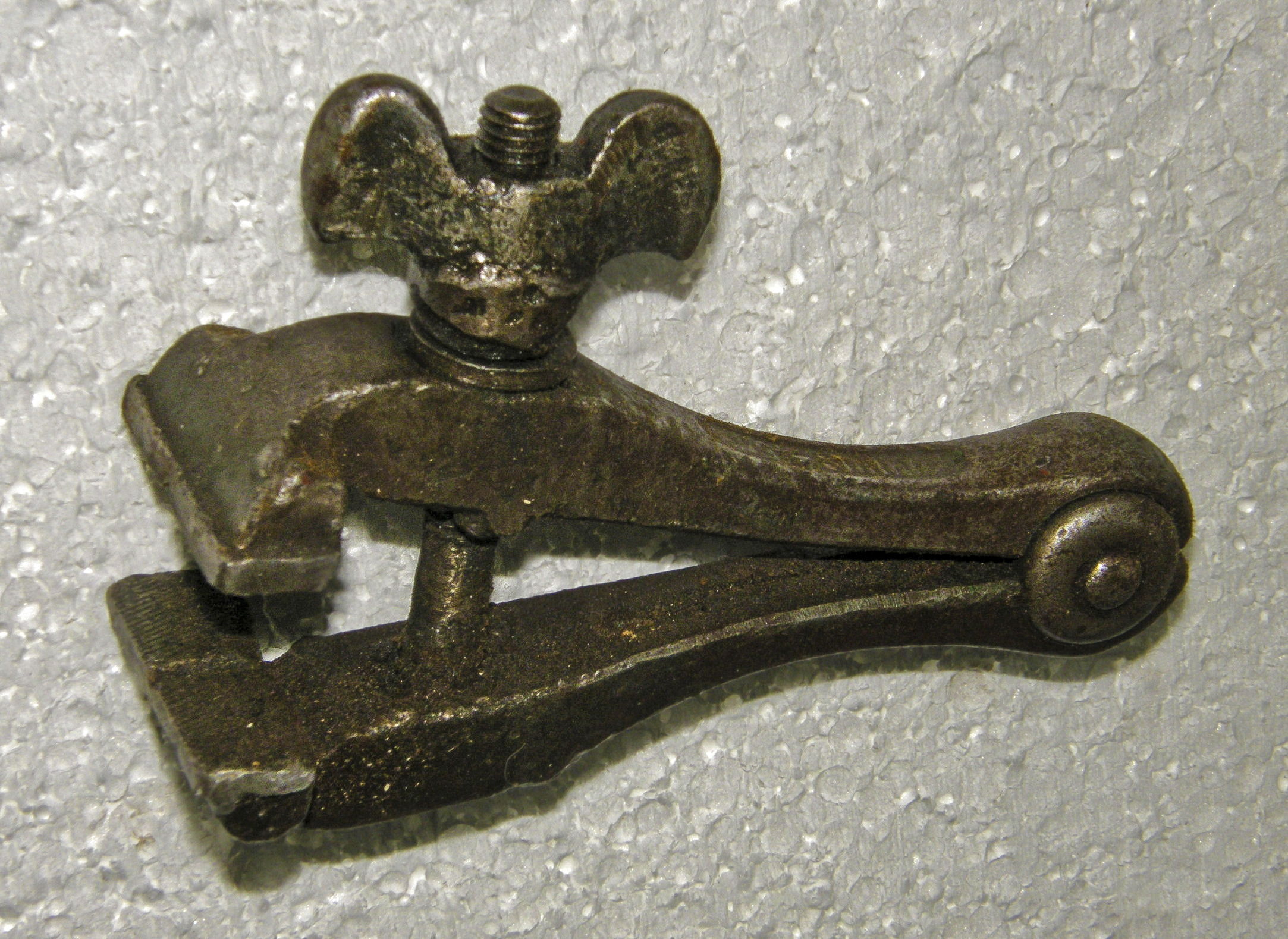
Alter Feilkloben geöffnet

Der Feilkloben (als feinmechanisches Werkzeug mit Halterung Stielkloben) ist ein Werkzeug zum Einspannen und Festhalten kleinerer Arbeitsstücke. 
Der Feilkloben ähnelt dem Schraubstock, er wird aber nicht am Arbeitstisch festgemacht, sondern in der Hand gehalten, um ein Drehen und Wenden der Arbeitsstücke beim Befeilen, Löten usw. zu ermöglichen. Der Feilkloben besteht aus zwei Backen, die von einer Feder auseinandergehalten werden und zum Einspannen des Arbeitsstücks mit Hilfe einer Spannschraube, die sich durch Drehen einer Flügelmutter anziehen lässt, zusammengepresst werden. Häufig sorgt eine Feder dafür, dass sich die Backen beim Lösen der Schraube von selbst öffnen. Das Gelenk, mit dem die beiden Arme verbunden sind, ist bei manchen Modellen flach, so dass der Feilkloben auch in einen Schraubstock eingespannt werden kann, beim Stielkloben ist am Gelenk ein Handgriff befestigt. 
Der Feilkloben wird auch verwendet, um die Verformung beim Warmbiegen von Stahlrohren möglichst gering zu halten. Dabei wird nach dem Erwärmen des Rohres der Feilkloben an das heiße Rohr gespannt. Meist wird dies aber nur bei schwarzen Gewinderohren bis DN 25 eingesetzt.
Der Feilkloben wird von Schlossern, Uhrmachern, Mechanikern, Schreinern oder Tischlern und von Installateuren zum Schärfen von Handsägen oft benutzt. Im Bleisatz wurde er verwendet, um einzelne Bleilettern zu bearbeiten, um etwa mit der Feile deren Dickte anzupassen.
Kleine Stielkloben werden auch gerne zum Bearbeiten/Schärfen von Angelhaken und bei der Herstellung "künstlicher Fliegen" für das Fliegenfischen eingesetzt.
Für runde Werkstücke werden Stielkloben mit einem Drei-Backen-Futter (wie an Bohrmaschine zu finden) verwendet. Sie dienen auch als Handhabe für Nadelfeilen.